# دار نشر عناوين
دار عناوين Books دار نشر يمنية، تنشط من القاهرة، مهتمة بإصدار بواكير الأدب اليمني، أعادت نشر عددا من أبرز الأعمال الادبية الروائية والقصصية اليمنية في العام 2020 ضمن سلسلة «بواكير أدبية»، مثل رواية فتاة قاروت لأحمد عبد الله السقاف و طاهش الحوبان لزيد مطيع دماج وروايتي سعيد وكملا ديفي،  لمحمد علي لقمان.